# Borislav, Plevna
Borislav (în bulgară Борислав) este un sat în comuna Pordim, regiunea Plevna,  Bulgaria. 

## Demografie
Componența etnică a satului Borislav
     Bulgari (76,5%)
     Turci (19,12%)
     Nicio identificare (4,37%)
     Altele (0%)
La recensământul din 2011, populația satului Borislav era de 183 locuitori. Din punct de vedere etnic, majoritatea locuitorilor (76,5%) erau bulgari, cu o minoritate de turci (19,12%). Pentru 4,37% din locuitori nu este cunoscută apartenența etnică.